# Fernand Gregh
Pour les articles homonymes, voir Gregh.
Fernand Gregh, né le 14 octobre 1873 à Paris 9e et mort le 5 janvier 1960 dans le 16e arrondissement de la même ville, est un poète et critique littéraire français élu à l'Académie française en 1953.

## Biographie
Fernand Gregh est le fils du compositeur Louis Gregh (1843-1915). Il poursuit ses études au lycée Michelet, puis à Louis-le-Grand et à Condorcet, où Marcel Proust est son condisciple. En 1890, il obtient le premier prix de composition française au concours général, puis il étudie la philosophie à la Sorbonne.
Jeune homme, il devient un habitué du salon de Mme Arman de Caillavet, où il continue à côtoyer Marcel Proust. Il fonde en 1892 une revue intitulée Le Banquet qui publie ses premiers vers, et ceux de Proust, ainsi que des écrits de Daniel Halévy, Robert de Flers, Jacques Bizet, Jacques Baignères, Gaston Arman de Caillavet, tous amis de jeunesse de Gregh et de Proust. Le jeune Léon Blum y publie quelques pages, ainsi qu'Henri Bergson par amitié pour ces jeunes gens.
Gregh fonde en 1902 l'école humaniste qui a l'intention de rendre à la poésie sa tradition hugolienne ou son romantisme à la Lamartine. Il souhaite en effet limiter l'influence du symbolisme et s'oppose aux Parnassiens.
 Il se marie avec Harlette Hayem en 1903.
Il est président de la Société des gens de lettres en 1949-1950.
Gregh est plusieurs fois repoussé par l'Académie française : il s'y présente treize fois avant d'être élu en 1953, au siège de Charles de Chambrun, alors qu'il allait avoir quatre-vingts ans, le même jour que Pierre Gaxotte et que le duc de Lévis-Mirepoix. Roger Peyrefitte insinuera qu'on l'avait élu parce que, son fils étant devenu directeur du Budget, les Immortels espéraient que leur nouveau collègue leur serait un appui en cas d'éventuels ennuis avec le fisc.
Il repose avec son épouse au cimetière de Thomery. Il est le père de François-Didier Gregh et de Geneviève Gregh, première épouse de Maurice Druon.

## Publications

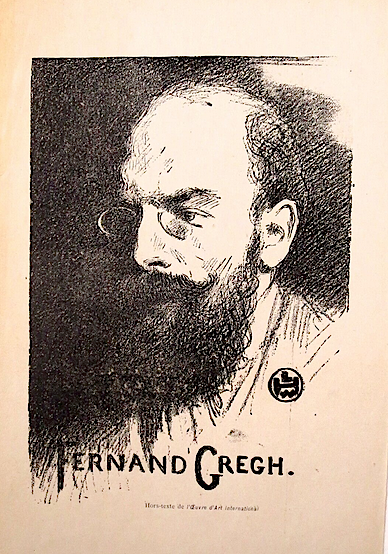
Fernand Gregh (vers 1904), dessin de Louis Welden Hawkins pour L'Œuvre d'art international.

### Poésies
- La Maison de l’enfance, 1896
- La Beauté de vivre, 1900
- Les Clartés humaines, 1904
- L’Or des minutes, 1905
- La Chaîne éternelle, 1910
- La Couronne douloureuse, 1917
- Couleur de la vie, 1927
- La Gloire du cœur, 1932
- Le Mot du monde, 1936
- La Couronne perdue et retrouvée, 1945

### Théâtre et opéra
- Prélude féerique, livret d'opéra, 1908
- Triomphe, 1919
- Brocéliande, livret d'opéra, 1925
- Les Amants romantiques, pièce en vers en 5 actes, 1936
- La Belle au bois dormant, 1950
- Le Petit Poucet, 1950

### Essais critiques
- La Fenêtre ouverte, 1901
- Étude sur Victor Hugo, 1905
- L’Œuvre de Victor Hugo, 1933
- Portrait de la poésie française, 1936-1938
- Victor Hugo, sa vie, son œuvre, 1954

### Souvenirs
- L’Âge d’or (Souvenirs d'enfance et de jeunesse), Grasset, 1947
- L’Âge d’airain (Souvenirs 1905-1925), Grasset, 1951
- L’Âge de fer (Souvenirs 1925-1955), Grasset, 1956
- Mon amitié avec Marcel Proust : souvenirs et lettres inédites, 1958

## En musique
- Georges Enesco, Trois mélodies, op.19 (F. Gregh), 1916 (New Grove Dictionary of Music and Musicians, art. George Enescu)

## Prix et distinctions

### Décorations
- Grand officier de la Légion d'honneur

### Prix littéraires
- Prix Archon-Despérouses 1897 et 1905[6].